# Petalidium variabile
Espèce
Synonymes
- Petalidium incanum Mildbr.[2]
- Petalidium variabile var. variabile[2]
- Pseudobarleria variabilis Engl.[2]

Petalidium variabile est une espèce de plantes à fleurs du genre Petalidium et de la famille des Acanthaceae. C'est un buisson présent en Namibie.

## Liste des variétés
Selon Catalogue of Life (12 août 2017) :
- variété Petalidium variabile var. spectabile

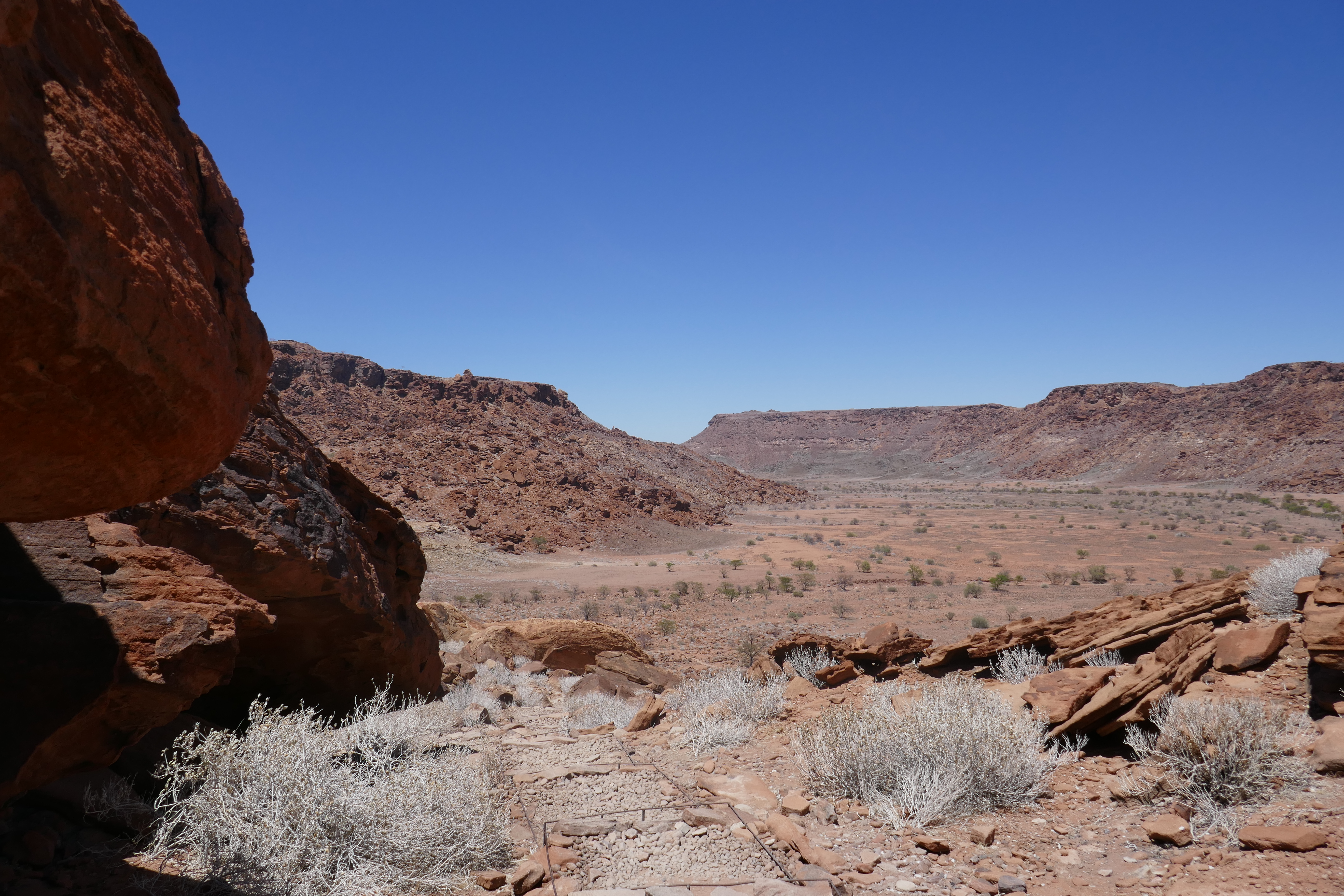
Petalidium variabile à Twyfelfontein (Namibie)

Selon Tropicos (12 août 2017) (Attention liste brute contenant possiblement des synonymes) :
- variété Petalidium variabile var. spectabile Mildbr.
- variété Petalidium variabile var. variabile